# Internationalized Resource Identifier
Internationalized Resource Identifier (IRI) ist die internationalisierte Form der Uniform Resource Identifier (URI). Sie sind definiert in RFC 3987. IRIs erweitern die erlaubten Zeichen in URIs von einer Teilmenge des ASCII-Zeichensatzes zu fast allen Zeichen des Universal Coded Character Set (Unicode / ISO 10646).